# Seretse Khama
Seretse Khama (1. července 1921, Serowe, Bečuánsko – 13. července 1980, Gaborone, Botswana) byl prvním prezidentem afrického státu Botswana.

## Život
Khama byl potomek královského rodu, jeho dědeček – Khama III. – požádal Velkou Británii o ochranu svého území před expanzí Afrikánců a stál tak u zrodu britského protektorátu Bečuánsko. Seretse Khama po náhlé smrti svého otce již ve čtyřech letech zdědil titul náčelníka lidu Bamangwato, který tvoří kolem jedné třetiny botswanského obyvatelstva.
Vzdělání získal v Jižní Africe a na právnické fakultě Oxfordské univerzity. Jeho sňatek s běloškou v roce 1948 porušil pravidla o rasové segregaci. Britské úřady jej vyhostily ze země. Domů se mohl vrátit až roku 1956 poté, co se pod nátlakem britské, jihoafrické i jihorhodéské vlády vzdal postavení náčelníka. Stal se členem legislativní rady a byl jmenován členem výkonné rady protektorátu. V roce 1962 založil Bechuanaland Democratic Party – BDP (česky: Bečuánská demokratická strana). O tři roky později proběhly v Bečuánsku první volby na principu všeobecného hlasovacího práva. Khamova BDP se svým umírněným a multirasovým programem získala podporu nejen mezi příslušníky Khamova etnika, ale i u mnoha bílých osadníků a přesvědčivě zvítězila nad jinými, více nacionalisticky orientovanými stranami. Khama se stal premiérem. Pod jeho vládou získala 30. září 1966 Botswana nezávislost v rámci Commonwealthu a Seretse Khama se stal jejím prvním prezidentem. Brzy nato byl britskou královnou povýšen na rytíře.
Botswana pod jeho vedením díky objevu bohatých nalezišť diamantů dosahovala vysokého hospodářského růstu nesrovnatelného s jinými zeměmi subsaharské Afriky a zároveň proslula jako výjimečný ostrov stabilní demokracie, kde ovšem každé svobodné volby díky své pevně etnicky zakotvené voličské základně vyhrála BDP a Khama byl opakovaně volen prezidentem.
Na mezinárodní scéně Khama sice vystupoval proti rasistickému režimu v Jižní Rhodesii, ale vzhledem k silné ekonomické závislosti Botswany na jihorhodéské železnici nikdy, na rozdíl od zambijské vlády, neuplatnil hospodářské sankce.
Khama zemřel ve své prezidentské funkci v červenci 1980 a nahradil jej jeho viceprezident Quett Ketumile Masire.
Politickou dynastii Khamů nyní reprezentuje prvorozený syn Seretseho Khamy Ian Khama, současný (2016) prezident Botswany.

## Vyznamenání
- čestný rytíř-komandér Řádu britského impéria